# Петрив, Владимир Иванович
Владимир Иванович Петрив (укр. Володимир Іванович Петрів; род. 1926 год) — аппаратчик Ходоровского сахарного комбината Министерства пищевой промышленности УССР, Жидачовский район Львовской области, Украинская ССР. Герой Социалистического Труда (1971).
Родился в 1926 году в семье рабочего Ходорковского сахарного завода. С 1944 года — ученик слесаря, молотобоец, слесарь-наладчик технологического оборудования, аппаратчик рафинадного цеха Ходорковского сахарного завода.
Досрочно выполнил личные социалистические обязательства и производственные задания Восьмой пятилетки (1966—1970). 26 апреля 1971 года «закрытым» Указом Президиума Верховного Совета СССР удостоен звания Героя Социалистического Труда «за выдающиеся успехи, достигнутые в выполнении заданий пятилетнего плана по развитию пищевой промышленности» с вручением ордена Ленина и золотой медали «Серп и Молот».
После выхода на пенсию проживал в городе Ходоров.